# Вунсторф
Вунсторф (на немски: Wunstorf) е град и самостоятелна община в окръг Хановер в Долна Саксония, Германия, с 41 251 жители (2015).
През 1181 г. „Вунсторф“ е споменат като „civitas“; един граф фон Вунсторф е споменат за първи път в документ през 1235 г.